# Genevieve (Sängerin)

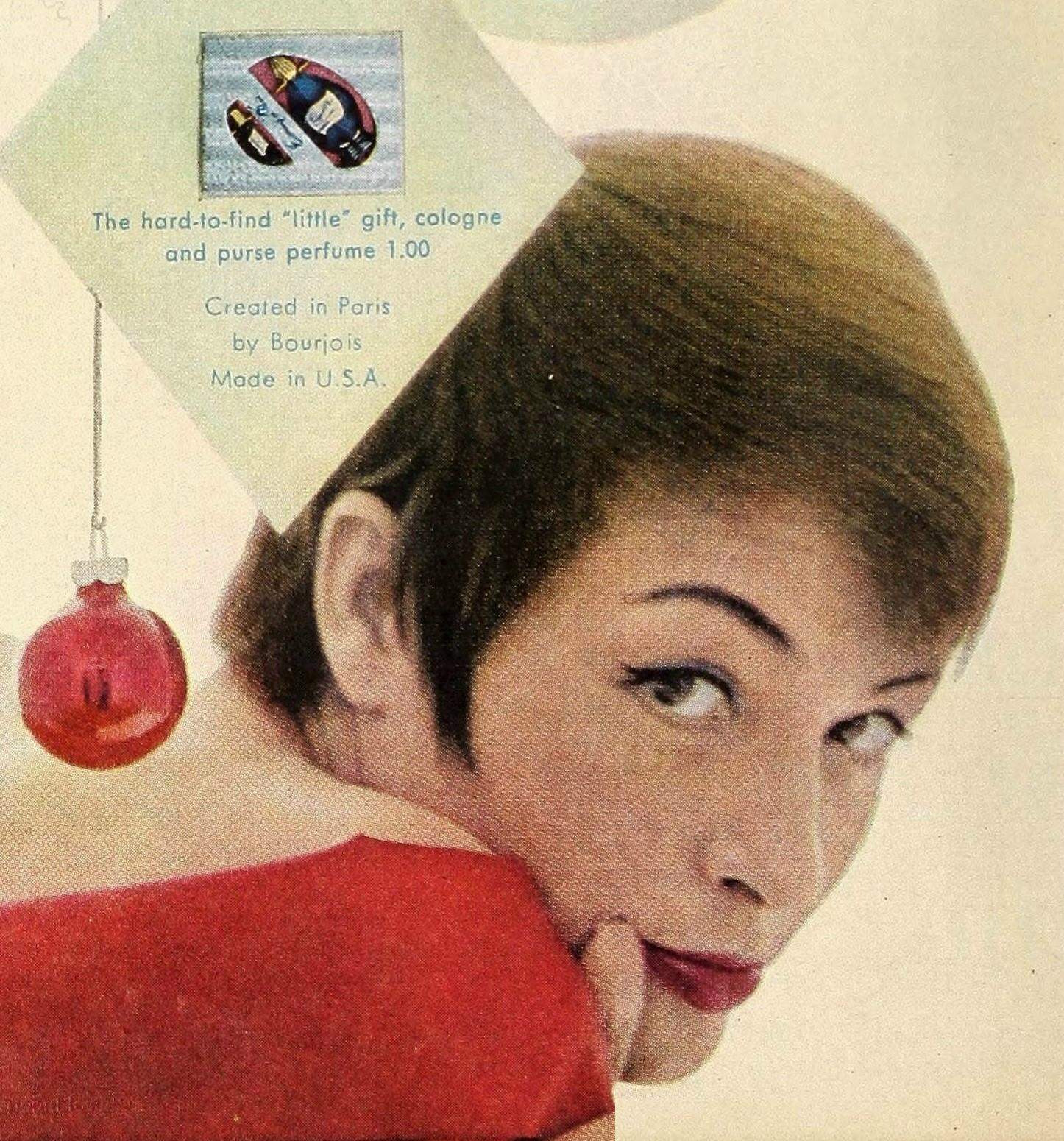
Genevieve (Werbung für ein Parfum, 1960)

Genevieve (in den Vereinigten Staaten ohne Akzent geschrieben, (sprich: „john-vee-ev“), franz.: Geneviève (sprich: ʒən.vjɛːv); bürgerlicher Name Ginette Marguerite Auger, geboren am 17. April 1920 in Paris, gestorben am 14. März 2004 in Venice, Los Angeles), war eine französisch-amerikanische Chansonnière und komödiantische Schauspielerin, die in den 1950er und 1960er Jahren in den Vereinigten Staaten durch Mitwirkung in Musicals und Fernsehshows Bekanntheit erlangte.

## Künstlerische Anfänge in Frankreich
Ginette Marguerite Auger war das erste Kind des erfolgreichen Bauunternehmers Edouard Roger Auger und seiner Frau Marthe Auger. Sie ging in Versailles und Tunesien zur Schule. 1949 erhielt sie von ihrem Vater eine Summe im Gegenwert von etwa 4.000 US-Dollar, womit sie auf dem Montmartre am Place du Tertre ein kleines Etablissement mit dem Namen „Chez Geneviève“ eröffnete, in dem sie selber die Küche führte und die Gäste auf Anfragen mit Gesang unterhielt. Dort traten auch die damals noch unbekannten Chansonniers Charles Aznavour und Jacques Brel auf und der Hotelier Conrad Hilton war regelmäßiger Gast.

## Karriere in den Vereinigten Staaten
Im „Chez Geneviève“ wurde sie als Gesangstalent vom US-amerikanischen Künstleragenten Barron Polan (1914–1986) entdeckt. Im Frühjahr 1954 gab Genevieve ihr Etablissement auf und ging nach New York.
Im Laufe der Jahre erhielt sie wegen ihrer knabenhaft zierlichen Figur, den großen, dunklen Augen und ihrem rotbraunen Kurzhaarschnitt den Beinamen „Pixie from Paris“, auch „Pixie de Paris“ und seltener „Parisian Pixie“.

### Musicals und Gesangsrollen
Im September 1954 hatte Genevieve eine Gesangsrolle neben Betty Hutton in dem Fernseh-Musical Satins and Spurs und im Herbst erregte sie als „Parisian import ... with her enchanting Gallic songs“ mit Auftritten im für Musikveranstaltungen vorgesehenen Persian Room des Plaza Hotels positiv Aufmerksamkeit.
Ab 1959 spielte und sang sie die Rolle „La Môme Pistache“ in Cole Porters  Musical Can-Can während einer Tournee durch die großen Städte der Vereinigten Staaten, darunter auch New York (1962).
Sie trat in weiteren Musikveranstaltungen in New York auf und tourte auch international, wobei sie vor damaligen politischen Größen wie dem spanischen Diktator Franco und dem ägyptischen König Faruq sang.
Anfang der 1960er Jahre war sie als Alleinunterhalterin mit dem Programm An Evening with Genevieve auf Tour.

### Fernsehunterhaltung
Fernsehsendung What’s My Line?
mit Genevieve als Überraschungsgast
(5. März 1961)

(Bitte Urheberrechte beachten)
Neben ihren Auftritten als Sängerin wurde sie besonders ab 1957 durch ihre Auftritte in der Tonight Show bekannt, in der der damalige Gastgeber Jack Paar ihr komödiantisches Talent erkannt hatte und sie deshalb oft einsetzte. 1958 war die Tonight Show so populär, dass sie in The Jack Paar Show umbenannt wurde. Zu Genevieves Fernsehpersönlichkeit gehörte ihr holperiges amerikanisches Englisch mit sehr starkem französischen Akzent, das ein running gag der Tonight Show war. Genevieve war beschuldigt worden, ihren Akzent nur zur Show zu verwenden und tatsächlich aus dem New Yorker Stadtteil Brooklyn zu sein, aber in der Fernsehratesendung What’s My Line? versicherte sie, dass ihr Akzent authentisch und nicht gespielt sei (siehe Video).
Fünf Jahre, bis 1962, hatte Genevieve regelmäßige Auftritte in The Jack Paar Show. Sie sang gelegentlich, war aber immer häufiger Paars Gesprächspartnerin. Dabei war ihre Rolle die fröhliche Naive, während Jack Paar ihren Gegenpol bildete und sie immer wieder herausforderte und neckte. Ihr späterer Ehemann Ted Mills erinnerte sich, dass Paar beispielsweise das Publikum zum Lachen verleiten konnte, indem er Genevieve bat, Baseballresultate vorzulesen. Zu den besonderen Ereignissen der Jack Paar Show gehörte auch Genevieves spontaner Einfall, der damals sehr bekannten Burlesque-Tänzerin Gypsy Rose Lee – mehrfach Gast in der Show – vor laufender Kamera die Haare zu schneiden. Anfänglich hielt Lee es für einen Scherz und spielte mit, bis sie ihre Haare auf den Boden fallen sah.
Nach ihrer Hochzeit mit Ted Mills 1960 zog sich Genevieve in den nächsten Jahren langsam aus dem Showgeschäft zurück, trat aber noch gelegentlich auf, wie beispielsweise in The Merv Griffin Show. Ihren letzten Auftritt als Schauspielerin hatte sie 1980 in drei Episoden der Fernseh-Miniserie Scruples in der Rolle der „Lilianne de Vertdulac“.

## Anekdoten
Es gibt anekdotische Erklärungen zu Ereignissen im Leben von Genevieve, die in Varianten wiederholt wurden und sich nicht grundsätzliche verifizieren lassen. Sie werden als Teil des Images von Genevieve aufgeführt:
- Ursprung ihres Namens: Der sie taufende Priester habe auf „Geneviève“ bestanden, da „Ginette“ nur die Verkleinerungsform dieses Namens sei und die Kirchenregel es erfordere, dass unter den Vornamen eines Kindes mindestens ein Name eines oder einer Heiligen sein müsse.[2][1][7]
- Beginn der komödiantischen Auftritte in der Today Show: In den ersten Wochen war Genevieve für Gesangseinlagen engagiert. An einem Abend litt sie unter einer fiebrigen Grippe, sang zwar, vergaß aber die Hälfte des Textes, sodass sie hinter der Bühne weinte, weil sie fürchtete, gefeuert zu werden. Jack Paar wusste, dass Genevieve nur sehr gebrochen Englisch sprach, aber er baute die Situation in die Show ein und erklärte den Zuschauern, „dass er sich um die kleine Französin und ihr Fieber kümmern würde“. Jemand brachte Genevieve ein Glas warmen (gebutterten) Rum. Da im Fernsehen kein Alkohol getrunken werden durfte, gab Paar es als „Tee“ aus – und während sie trank, verwickelte Paar sie mit sehr einfachen Worten in ein Gespräch, in dem sie mit den ihr bekannten englischen Wortbrocken das Publikum zum Lachen brachte. Genevieve kommentierte später: „Mir wurde klar, dass ich immer betrunkener wurde und komische Dinge sagte.“[1][7]

## Privatleben
1960 heiratete sie den Autor, Regisseur und Produzenten Ted Mills, der drei Kinder – Hilary, Alley und Tony, aus erster Ehe mit Joan (Paterson) Mills – in die Ehe mitbrachte. Anfang der 1960er Jahre, nach Beendigung der Auftritte im Fernsehen, zog das Ehepaar zuerst nach Frankreich, später dann aber wieder in die Vereinigten Staaten nach Washington, D.C., wo Ted Mills teilweise unter C. Jackson Grayson in der Verwaltung unter der Nixon-Regierung arbeitete. Nach Beendigung von Mills Beschäftigung zog das Paar nach East Hampton, wo es zwei Jahrzehnte lebte.
Tony Mills verstarb im August 2003. Genevieve starb ein Jahr später im Alter von 83 Jahren an Komplikationen nach einem Schlaganfall.

## Kommentare und Einzelnachweise
1. 1 2 3 4 5 6 7  Dennis McLellan: Genevieve, 83; French Singer Won TV Viewers, Los Angeles Times, 18. März 2004; abgerufen am 28. November 2015.
2. 1 2  Christopher Lehmann-Haupt: Geneviève, 83, French Singer Who Mutilated English on TV, New York Times, 17. März 2004; abgerufen am 27. November 2015.
3. ↑  Cosmopolitan. Schlicht & Field, 1961, S. 16 (englisch, google.com).
4. ↑  Gilles Schlesser: Le cabaret «rive gauche». Archipel, 2006, ISBN 978-2-8098-1315-9, S. 358 (französisch, google.com).
5. ↑  Einige Quellen nenne es ein Café, andere Cabaret oder Nachtclub.
6. 1 2  Jacques VASSAL: Jacques Brel, vivre debout. Place Des Editeurs, 2013, ISBN 978-2-258-10740-3, S. 51 (französisch, google.com).
7. 1 2 3 4 5 6 7  Genevieve, of Jack Paar’s show, dies at 83, Associated Press, 17. März 2004; abgerufen am 7. Januar 2016.
8. ↑  Jet Age Airlanes. Ayre Publishing Company, 1961, S. ix (englisch, google.com)., bezüglich eines Auftrittes im Waldorf Astoria.
9. ↑  Parisian Pixie Performs at the Pabst. (Memento des Originals vom 4. Februar 2016 im Internet Archive)  Info: Der Archivlink wurde automatisch eingesetzt und noch nicht geprüft. Bitte prüfe Original- und Archivlink gemäß Anleitung und entferne dann diesen Hinweis.
10. ↑  Freie Übersetzung etwa: „kleine Elfe aus Paris“.
11. ↑  Louis Sobol: New York Calvalcade, Desert Sun, Nr. 21, 1. November 1954; abgerufen am 22. Januar 2016.
12. ↑  Nielsen Business Media, Inc.: Billboard. Nielsen Business Media, Inc., 15. Juni 1959, ISSN 0006-2510, S. 18 (englisch, google.com).
13. ↑  Dan Dietz: The Complete Book of 1960s Broadway Musicals. Rowman & Littlefield Publishers, 2014, ISBN 978-1-4422-3072-9, S. 125 (englisch, google.com).
14. ↑  Dramatics. International Thespian Society, 1962, S. 26 (englisch, google.com).
15. ↑  Sydney Carter: Nachruf Genevieve (Performer), Washington Post, 19. März 2004; abgerufen am 18. Dezember 2015.
16. ↑  Jack Paar Show, Season 1 (Memento des Originals vom 4. Februar 2016 im Internet Archive)  Info: Der Archivlink wurde automatisch eingesetzt und noch nicht geprüft. Bitte prüfe Original- und Archivlink gemäß Anleitung und entferne dann diesen Hinweis.
17. ↑  Es wurde als mangled Englisch bezeichnet.
18. ↑  Cleveland Amory: Celebrity Register: An Irreverent Compendium of American Quotable Notables. Harper & Row, 1960, S. 287 (englisch, google.com).
19. ↑  Jack Paar Show Celebrates First Anniversary Tuesday, Niagara Falls Gazette 27. Juli 1958, T-7; abgerufen am 12. Januar 2016.
20. ↑  Marlene Cimons (Los Angeles Times): Saucy International Celebrity - French Comedienne Genevieve Bows Out from Entertainment, Sarasota Herald Tribune, 11. März 1975; abgerufen am 9. Januar 2016.
21. ↑  Joan Paterson Kerr, Editor and Author, 75, New York Times, 22. November 1996; abgerufen am 6. Januar 2006.
22. ↑  Engineering News-record. McGraw-Hill, 1972, S. 7 (englisch, google.com).

| Personendaten    | Personendaten                            |
| ---------------- | ---------------------------------------- |
| NAME             | Genevieve                                |
| ALTERNATIVNAMEN  | Geneviève; Auger, Ginette Marguerite     |
| KURZBESCHREIBUNG | französische Sängerin und Schauspielerin |
| GEBURTSDATUM     | 17. April 1920                           |
| GEBURTSORT       | Paris                                    |
| STERBEDATUM      | 14. März 2004                            |
| STERBEORT        | Venice, Los Angeles                      |